# Molophilus aucklandicus
Molophilus aucklandicus är en tvåvingeart som beskrevs av Alexander 1923. Molophilus aucklandicus ingår i släktet Molophilus och familjen småharkrankar. Inga underarter finns listade i Catalogue of Life.